# Герб Алагоаса
Герб Алагоаса — геральдична емблема і один із офіційних символів бразилійського штату Алагоас поряд з прапором і гімном.
Державний герб був розроблений професором Тео Брандао та встановлений тим самим законом № 2.628 від 23 вересня 1963 року, який встановлює державні символи.

## Геральдичний опис
Стаття 1 Закону № 2628/1963 описує нинішній герб таким чином:
|  | "Старовинний португальський щит у природному положенні, вирізаний сріблом. Праворуч на червоній скелі, що виходить із хвилястого синього моря, червона вежа з чорним входом, що символізують хто з Пенедо; ліворуч три червоні з'єднані пагорбами, середній — найвищий, що виходять із основи з восьми хвилястих блакитних та срібних смуг, що символізують Порто-Кальво. У відділеній хвилясто синій главі три срібні кефалі, що символізуютьз Алагоас (Alagoas do Sul, нині Maрешал-Деодору). Щит оточений праворуч стеблом цукрової тростини, ліовруч — квітучою гілкою бавовни, обоє природного кольору. Вгорі гранована п'ятипроменева срібна зірка. Унизу золота стрічка із зеленим девізом: AD BONUM ET PROSPERITATEM, LETRAS DO MESMO. |

## Значення
Верхня частина символізує маршала Деодоро, який був головою району Південний Алагоас. У цій частині є три кефалі, які символізують головні озера: Mundaú або Північне, Manguaba або Південне і Jequiá. Ці кефалі також є нагадуванням про риболовлю, важливе джерело прибутку в регіоні.
Частина ліворуч від щита представляє Пенедо: червону скелю, що містить червону вежу над синім морем. А частина справа представляє Порто-Кальво: три червоні пагорби, які пам'ятають про кров і мужність жителів села. Чотири хвилясті смуги блакитного кольору нагадують про чотири річки регіону: Мокаїту, Тапамунде, Командатубу та Мангуабу.
Цукрова тростина та бавовна, які оточують щит, символізують два основні види сільськогосподарської діяльності.
На вершині щита розташована срібна зірка, яка нагадує зірки бразильського прапора та показує, що там зображений Алагоас.
Під щитом золота стрічка зі словами: «ad bonum ET prosperitatem», що згадує перші слова указу про заснування капітанства Алагоас (на благо і процвітання).

## Попередні герби

### Колонія
Саме португальці, за часів колонії, запровадили перший герб для території Алагоасу. Це був заукруглений срібний щит у з трьома кефальами, розміщеними у стовп (один над одним). Під час голландської окупації північно-східної Бразилії, безперечно, цей герб був репрезентативним для регіону, сприймається та адаптується мешканцями, про що свідчать стародруки. Регіон став районом лише в 1711 році та капітанством у 1817 році, що свідчить про певну відсутність адміністративної актуальності на той час.

Старий герб Алагоасу колоніального періоду.
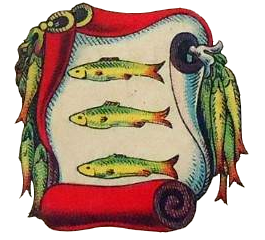
Герб Алагоаса колоніального періоду (голландська Бразилія).
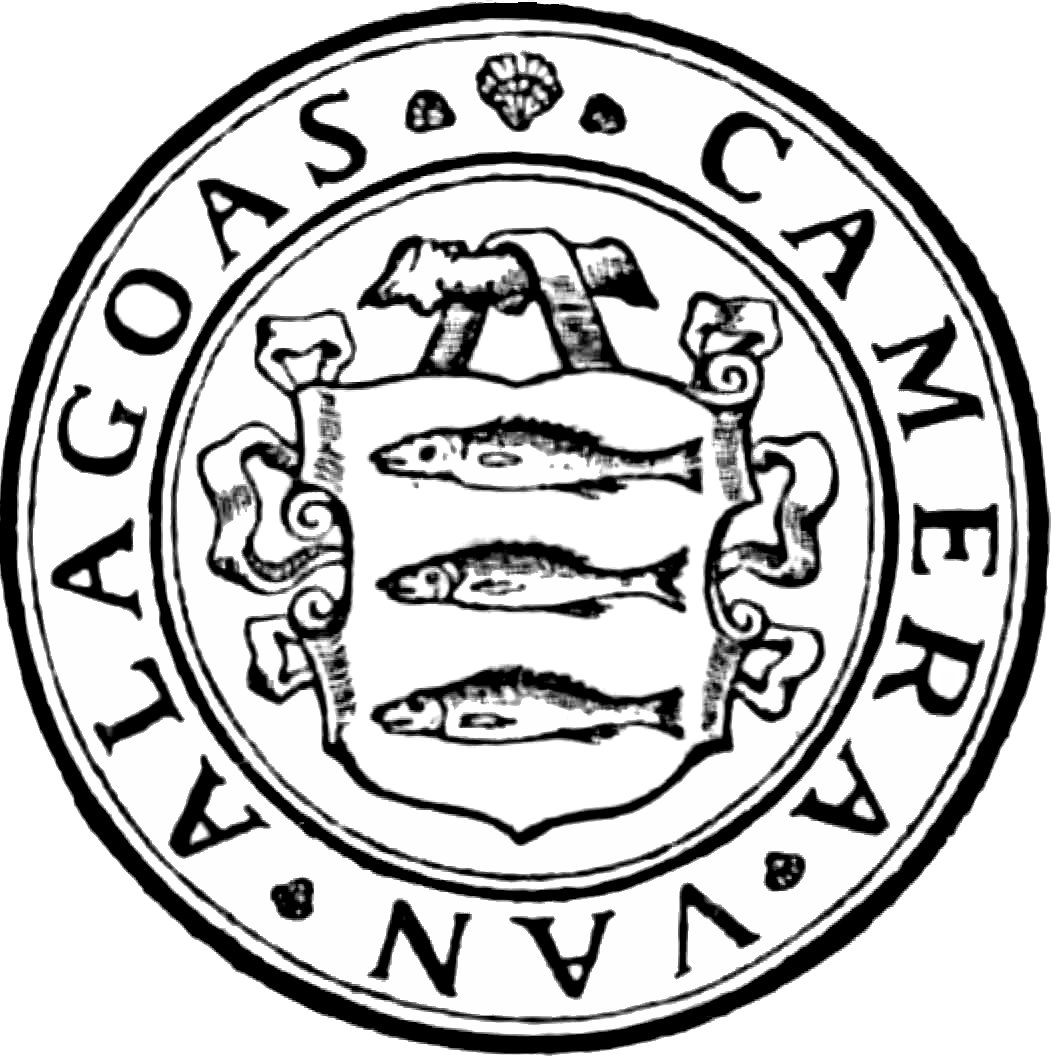
Печатка Палати Алагоасу під час голландського правління.

### Республіка

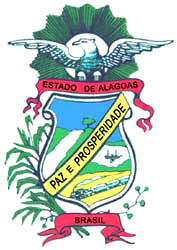
Другий герб Алагоаса, встановлений у 1894 році.

Перший герб штату Алагоас, вже в республіканський період, був заснований через Указ № 53 від 25 травня 1894 р., і призупинено 10 листопада 1937 року, разом з усіма державними символами Бразилії, через бразильську конституцію 1937 року. Цей герб був описаний наступним чином:
|  | Щит, скошений золотим перев'язом зліва, на якій з легенда — «Мир і Процвітання» — що становить наше головне прагнення. У нижній частині ліворуч, як представлення нашої промисловості, залізничний потяг, а трохи вище пароплав дає уявлення про нашу торгівлю. У центрі праворуч наш найпомітніша природна пам'ятка, Водоспад Паулу Аффонсо, утворений річкою св. Франциска, нагадує наші річкові шляхи сполучення. У верхній частині з правого боку розташована промениста зірка. У верхній частині правого боку промениста зірка символізує ту, яка представляє штат Алагоас на гербі та прапорі Республіки. Пучок тростини і гілка бавовни, що облямовують нижню частину щита, нагадують про наше землеробство. У верхній частині щит із розпростертими крилами вкриває срібний орел, емблема сили, оточений німбом. Нарешті, стрічка з двосторонніми кінцями, оформлена над щитом, містить великими літерами слова "Estado de Alagoas", а на іншій меншій стрічці, яка в нижній частині з'єднує пучок тростини і бавовняну гілку, читається однаково символи слово «Бразилія». У належний час цей указ буде подано на затвердження Конгресу. |